# ゴー・ゲッテム・タイガース
『ゴー・ゲッテム・タイガース』（Go Get'em Tigers）はメジャーリーグベースボール（MLB）のアメリカンリーグに所属するデトロイト・タイガースの応援歌である。作詞・作曲はアーティー・フィールズで、1968年に発表された。

## 解説
タイガースは1967年シーズンでボストン・レッドソックスと激しい優勝争いを繰り広げたが、同率首位のプレイオフ開催を賭けたレギュラーシーズン最終戦のダブルヘッダーで初戦を落とし1ゲーム差の2位でシーズンを終了した。地元のデトロイト国法銀行（NBD）ではラジオ放送のタイガース戦中継をスポンサードしていたが、同年のシーズンオフにCMソングとしてタイガースの応援歌作成をフィールズに依頼し、1968年シーズンを通してドン・ロンドとクリス・ピーターソンのデュエットで流されたのが"Go Get'em Tigers"である。
表題の基になった"Go get'em tiger"は親しい相手に向かって「勇猛な虎のように頑張って来い」と激励する時に使われる英語の慣用句で、歌詞の大まかな意味はワールドシリーズへの進出祈願、そして猛虎たちがデトロイトの街へペナントを掲げて凱旋する未来の実現に向けてタイガースを応援しようと言うものになっている。CMソングと言う性質上より原曲の演奏時間は1分弱とごく短いものだが、地元のファン間では熱狂的に受け入れられ本拠地のタイガー・スタジアムでの大合唱が定番となった。"Go Get'em Tigers"はこの年の球団のキャッチコピーに採用され、NBDではボールをくわえている虎の口にこのフレーズを書き込んだ意匠をデザインしたノベルティを作成している。
こうして"Go Get'em Tigers"の声援を受けた球団は前年の雪辱を果たすべく快進撃を繰り広げ103勝59敗で勝率.636、2位のボルチモア・オリオールズに12ゲームの大差を付ける圧倒的な独走でアメリカンリーグ優勝を果たし、歌詞通りにワールドシリーズへ進出した。ナショナルリーグ覇者セントルイス・カージナルスとの対戦は3勝3敗で最終戦へ決着が持ち越されたが、4対1でタイガースが勝利して23年ぶりのワールドチャンピオンとなり"Go Get'em Tigers"は華々しい1年を象徴する応援歌としてファンに位置付けられた。

### その後
"Go Get'em Tigers"は1968年にワールドチャンピオン記念盤としてフリートウッド・レコードから発売されたLP"the year of the Tiger '68"で冒頭に収録された。
CMソング作成を企画したNBDは1998年にシカゴのバンクワンと合併した後、2003年にJPモルガン・チェースへ吸収されている。タイガースの本拠地は2000年にコメリカ・パークへ移転したが、同球場のネーミングライツ契約主であるコメリカ銀行は同じデトロイト発祥で長年にわたり競合して来たNBDが作成に関わっている"Go Get'em Tigers"を敬遠し、この年を境に球場では演奏されなくなった。しかし、新規に作成した複数の応援歌に対してはファンの支持が思うように集まらず、2012年シーズンでタイガースがリーグ優勝したのを機にタイガー・スタジアム時代と同じように球場内で"Go Get'em Tigers"が演奏されるようになり、現在に至っている。
2014年にはカントリー・バンドのオービットサンズ（The Orbitsuns）がカバー盤をリリースした。